# Rõuge
Rõuge (deutsch: Rauge) ist eine Landgemeinde im estnischen Kreis Võru mit einer Fläche von 933,2 km². Sie hat 4.643 Einwohner (Stand: 1. Januar 2025). Rõuge liegt 16 km südsüdwestlich von Võru entfernt.

## Gliederung
Neben dem Hauptort Rõuge umfasste die Landgemeinde bis 2017 die Dörfer  Aabra, Ahitsa, Augli, Haabsilla, Haki, Hallimäe, Handimiku, Hansi, Hapsu, Heedu, Heibri, Hinu, Horsa, Hotõmäe, Hurda, Härämäe, Jaanipeebu, Jugu, Järvekülä, Järvepalu, Kadõni, Kahrila-Mustahamba (bis 2017 Mustahamba), Kahru, Kaku, Kaluka, Karaski, Karba, Kaugu, Kavõldi, Kellämäe, Kiidi, Kogrõ, Kokõ, Kokõjüri, Kokõmäe, Kolga, Kuklasõ, Kurgjärve, Kurvitsa, Kuuda, Kähri, Kängsepä, Laossaarõ, Lauri, Liivakupalu, Listaku, Lutika, Lükkä, Mikita, Muduri, Muhkamõtsa, Muna, Murdõmäe, Mõõlu, Märdi, Möldri, Nilbõ, Nogu, Nursi, Ortumäe, Paaburissa, Paeboja, Petrakuudi, Pugõstu, Pulli, Põdra, Põru, Pärlijõe, Püssä, Rasva, Raudsepä, Rebäse, Rebäsemõisa, Riitsilla, Ristemäe, Roobi, Rõuge-Matsi (bis 2017 Matsi), Ruuksu, Saarlasõ, Sadramõtsa, Saki, Sandisuu, Savioru, Sika, Sikalaanõ, Simmuli, Soekõrdsi, Soemõisa, Soomõoru, Suurõ-Ruuga, Sänna/Sännä, Tallima, Taudsa, Tialasõ, Tiidu, Tilgu, Tindi, Toodsi, Tsirgupalu, Tsutsu, Tüütsi, Udsali, Utessuu, Vadsa, Vanamõisa, Viitina, Viliksaarõ und Väiku-Ruuga.
Mit dem Zusammenschluss mit den Landgemeinden Haanja, Mõniste und einem Teil von Misso kamen 2017 rund 150 weitere Dörfer hinzu, darunter Karisöödi und Ruusmäe.

## Persönlichkeiten
- Traugott Hahn (1875–1919), lutherischer Theologe und Pfarrer, christlicher Märtyrer
- Toivo Tootsen (* 1943), Schriftsteller und Politiker

## Bilder

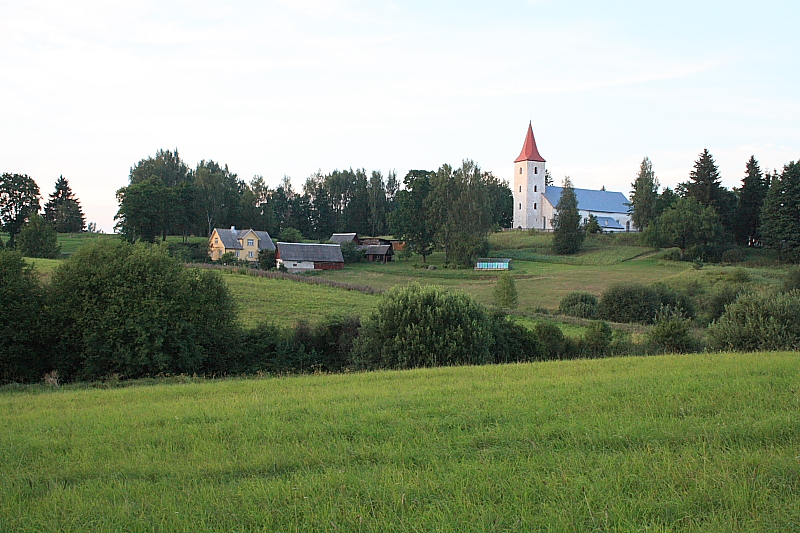
Rõuge
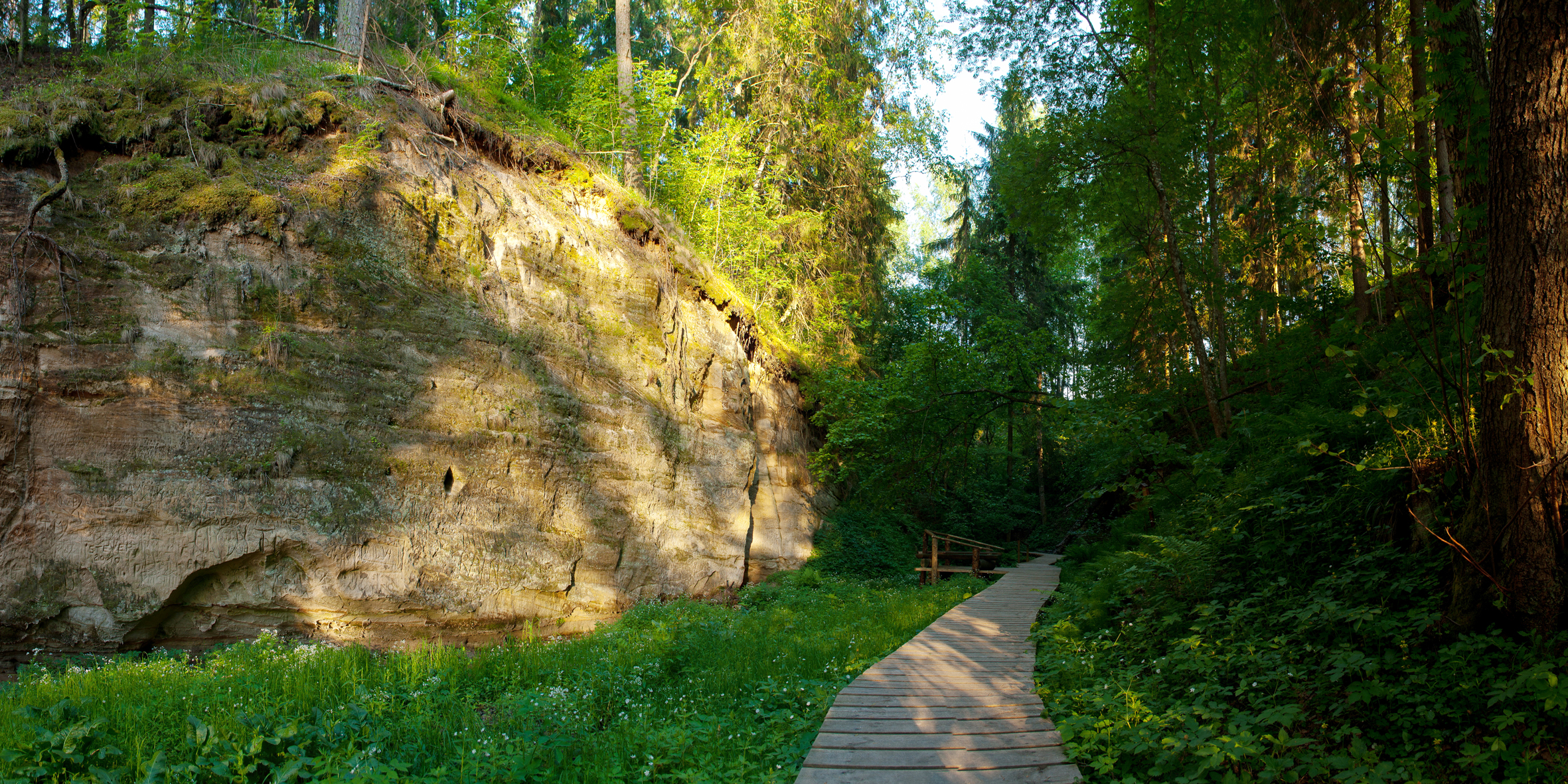
Hinni
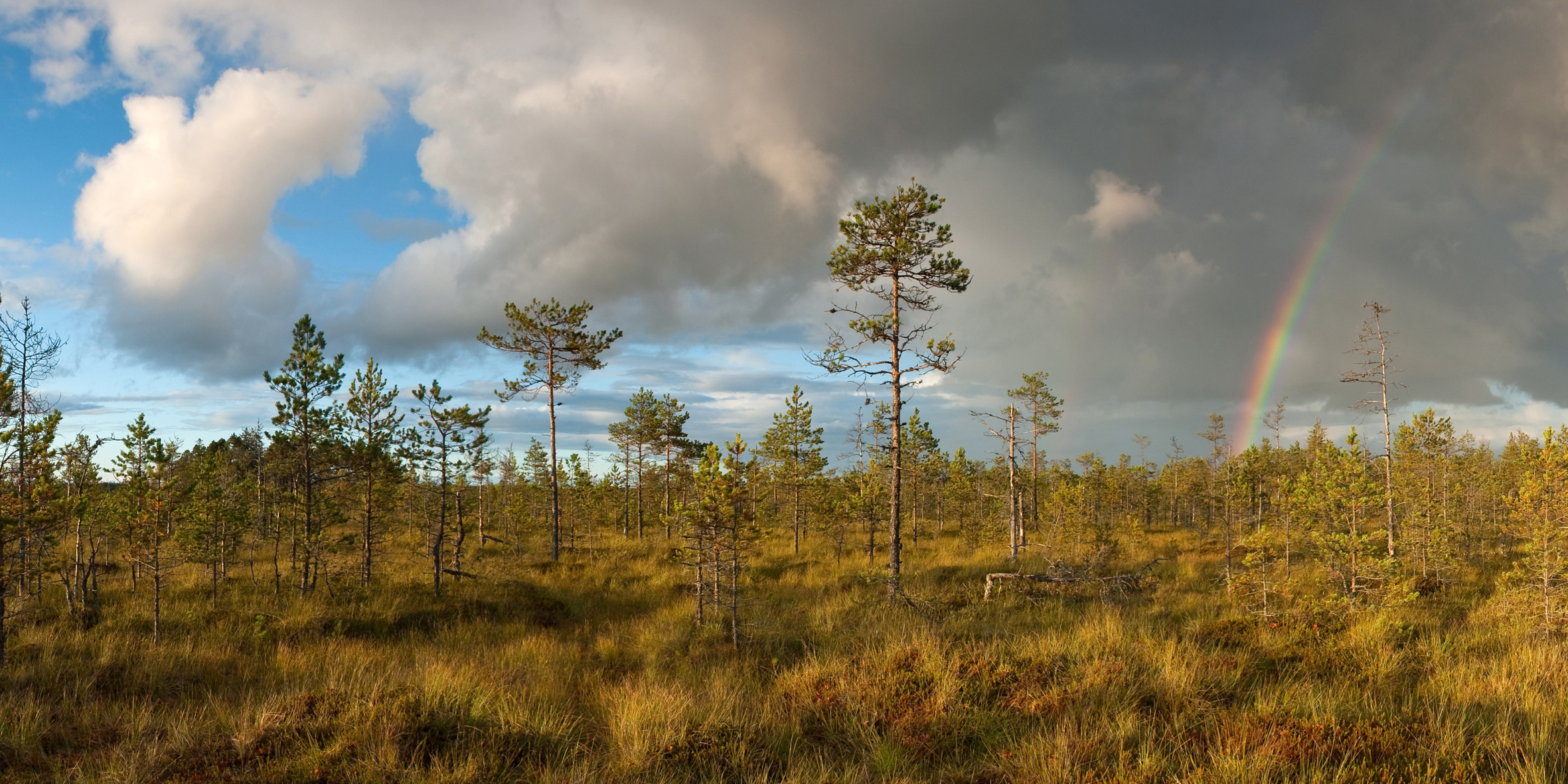
Luhasoo
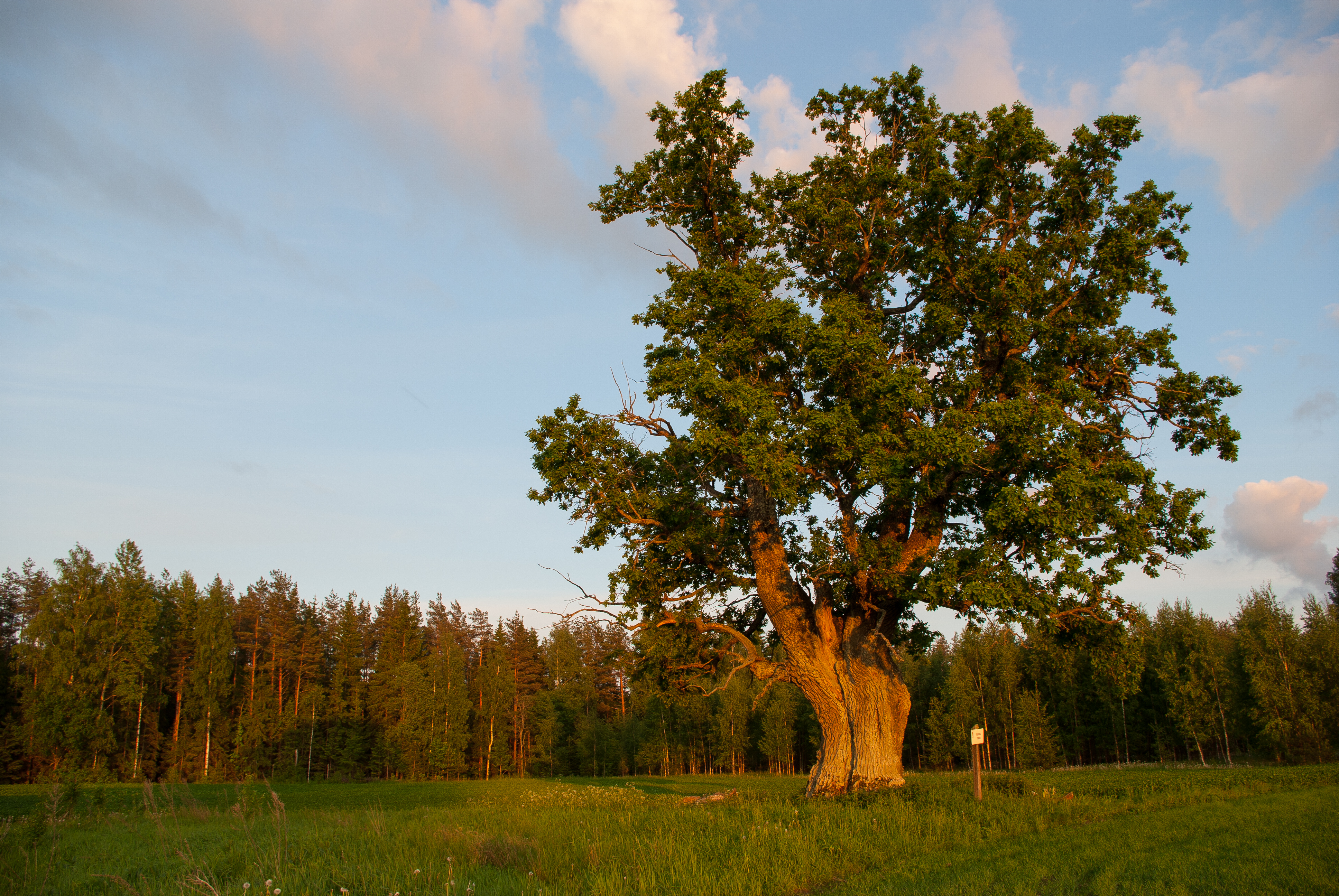
Väiku-Ruuga
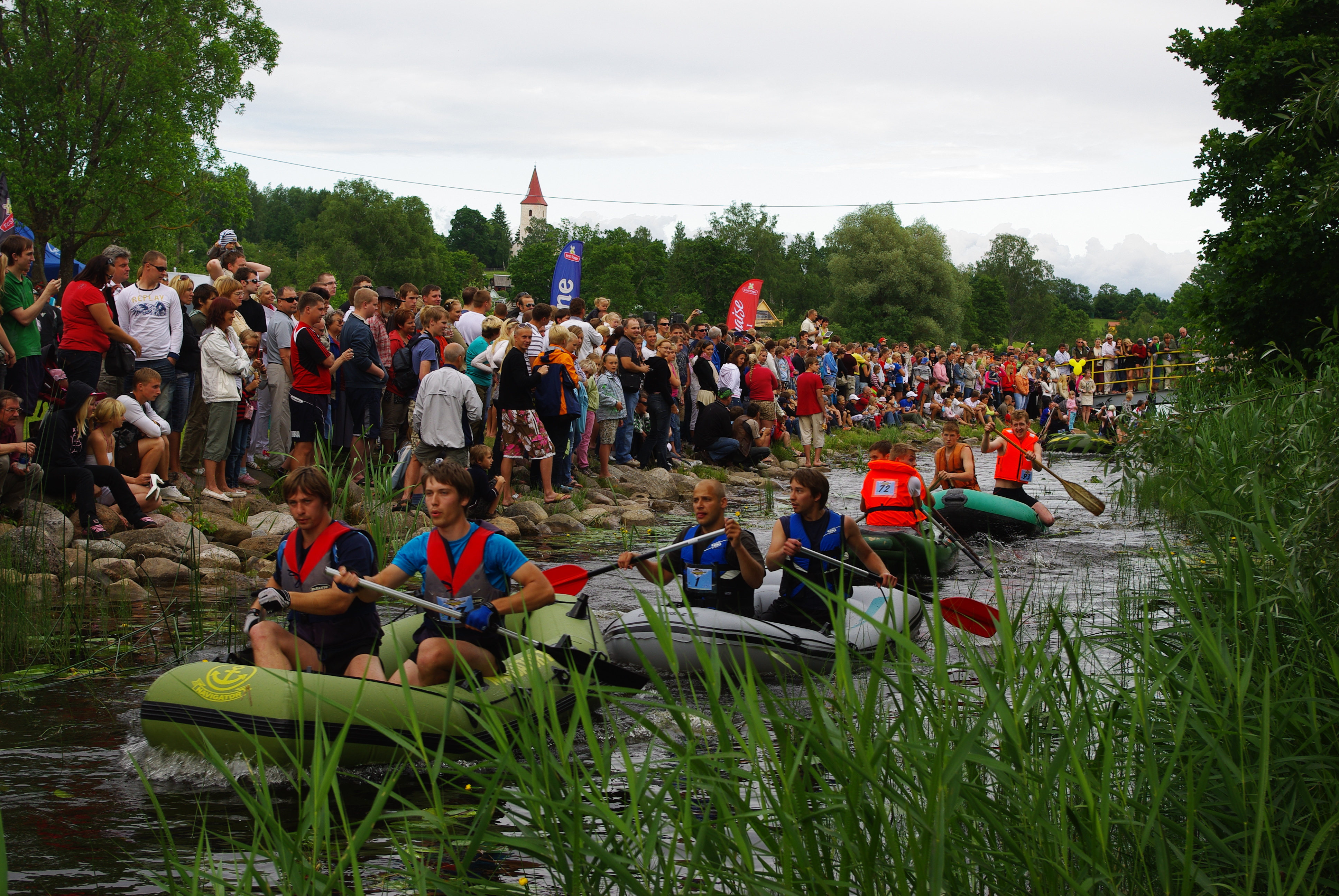
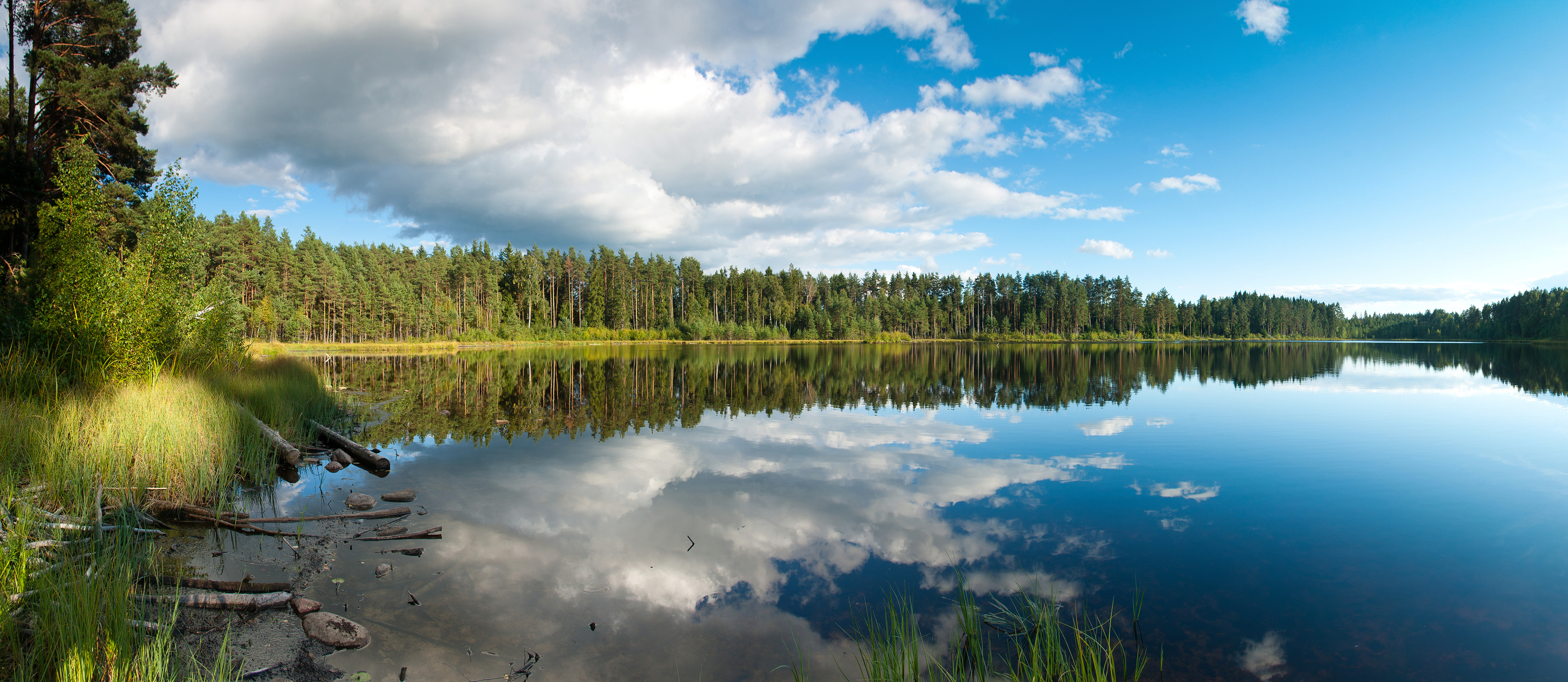
Ahitsa